# Seppl Dammhofer

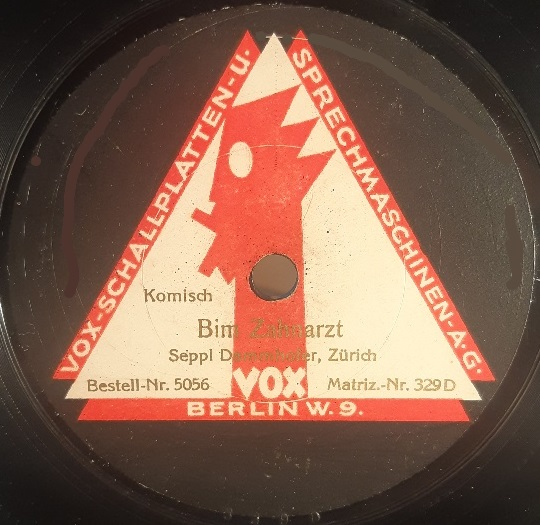
Schallplatte von Seppl Dammhofer (Zürich 1923)

Seppl Dammhofer (* 2. Juli 1884 in Berlin; † 11. September 1929 in Zürich) war ein schweizerischer Volkssänger und Humorist.

## Leben und Werk
Obgleich er in Berlin als Adolf Jakob Gut zur Welt kam, war Seppl Dammhofer, wie er sich später mit Künstlernamen nannte, das Kind schweizerischer Eltern. Er erlernte das Handwerk des Buchdruckers und ging anschliessend nach Süddeutschland, wo er als „Süddeutscher Gebirgstypen-Darsteller“ in Erscheinung trat. Nachdem er sich mit Bühnenauftritten als Humorist einiges Renommée erworben hatte, beschloss er, den Druckerberuf aufzugeben und ganz zum Theater zu gehen.
Er kehrte in die Schweiz zurück und übernahm 1915 die Direktion des Corso-Theaters in Zürich, wo er in den 1920er Jahren zu einem der beliebtesten Schweizer Komiker wurde. Urwüchsig und von massivem Körpergewicht, wirkte er behäbig und gemütlich auf seine Zuschauer. Einen Teil seiner humoristischen Vorträge hatte er sich selbst geschrieben, in seinem Repertoire befanden sich aber auch Texte deutscher Kollegen, die er für das schweizerische Publikum bearbeitete und ins Schwyzerdütsch übersetzte.
Die Themen seiner Szenen und Couplets waren der Alltagskultur entnommen: dem eher unangenehmen Besuch beim Zahnarzt oder im Gerichtssaal und der Teilnahme an Soldatenschule und Manöver stehen die kleinen Vergnügungen auf der „Buure-Chilbi“, der Bauernkirchweih, beim „Suuser“ und der „Blueschtfahrt“, dem Maiausflug, gegenüber, oder denen im Gesangsverein, beim Schützenfest, bei einem Zoobesuch und auf einer Reise mit der Eisenbahn sowie die Festlichkeiten im Jahreskreis, wie das Erscheinen des Samichlaus (St. Nikolaus) und der Heilige Abend. „Schaaggi Buume“ heisst die Rollenfigur, durch deren Mund Dammhofer das alles berichtet. Vielfach wurden seine Vorträge auch mit Gesang und Musik begleitet.
Er trat gelegentlich auch mit dem populären Berner Preis-Jodler Paul Gerber (1880–1941) auf, mit welchem er auch eine Grammophonaufnahme machte.
Gastspielreisen führten ihn immer wieder auch nach Deutschland und Österreich. So trat er z. B. 1912 im Colosseumtheater in Essen auf, wo er eine Kollegin, die Vortragskünstlerin Grete Sylvant, bei einem Unglück vor dem unmittelbaren Tod in den Flammen bewahren konnte. Zu Beginn des Ersten Weltkrieges gastierte er in Bonn im Spezialitäten-Theater „Sonne“.
Am Samstag und Sonntag, 29. und 30. Juni 1918 wirkte er neben anderen Künstlern in Zürich bei einer „Abend-Unterhaltung“ anlässlich eines Volksfestes auf dem Albisgüetli mit. Die Veranstaltung diente wohltätigen Zwecken.
In Zürich betrieb er als Direktor und Darsteller das Maximum-Theater.
Dammhofer starb mit nur 45 Jahren verarmt und krank in einem Zürcher Spital.
Der Zürcher „Lokalschriftsteller“ Kurt Guggenheim erinnert sich in seinem Roman „Salz des Meeres, Salz der Tränen“ (vgl. Werke Bd. 6, S. 41), in welchem er seinen Aufenthalt in Le Havre beschreibt, an den Künstler: „Einmal nahm ich an einer solchen Veranstaltung teil, zu der auch der damals bekannte Komiker Seppl Dammhofer eingeladen war. Um seinen Dank zu bezeugen und den wahrscheinlich von der ganzen Gesellschaft erwarteten Beitrag zur Belustigung abzutragen, hielt er eine Trauerrede über eine soeben in jenem Gasthaus gemetzgete Sau.“

## Tondokumente
Nach 1918 liess er seine Vorträge und Couplets auf Grammophonplatten der Marken Grammophon (im Ausland Polydor), Odeon, Artiphon und Vox aufnehmen. Der Katalog des Musikarchivs in der DNB nennt 24 Titel von ihm.